# Soleidae
Soleidae é uma família de peixes actinopterígeos pertencentes à ordem Pleuronectiformes. As solhas, também chamadas aramaçás e linguados, são classificadas nesta família. O grupo surgiu no Eocénico.

## Etimologia
"Solha" é oriundo do latim solea, que significa tanto "sandália" (uma alusão ao corpo achatado da solha) quanto "linguado". "Aramaçá" é proveniente do termo tupi arama'sá. "Linguado" é proveniente de "língua" (de novo, uma alusão ao formato achatado do peixe).

## Características
As solhas ocorrem em todos os ambientes aquáticos e têm uma larga distribuição geográfica. A maioria das espécies, no entanto, prefere zonas costeiras, até aos 200m de profundidade. O achatamento deste grupo faz-se pelo lado direito do peixe. As barbatanas peitorais estão ausentes ou são muito reduzidas. As solhas são predadores que se alimentam de peixes e invertebrados bentónicos que caçam de emboscada, com o auxílio de camuflagem. O grupo inclui 89 espécies, classificadas em 22 géneros, a maioria das quais com interesse económico para a indústria pesqueira. A larva deste peixe, quando eclode, vive na coluna de água num tempo de 1 a 2 meses e tem um olho de cada lado. Só quando começa a crescer é que sofre um mudança e fica com os dois olhos do mesmo lado.